# Stadio da Serrinha
Lo stadio Hailé Pinheiro (port. Estádio Hailé Pinheiro), noto anche come stadio da Serrinha, è uno stadio di calcio inaugurato nel 1995 a Goiânia, in Brasile.

## Storia
Negli anni '60 il Goiás acquisì la zona dove precedentemente sorgava la Fazenda Macambira, costruendovi la sede del club, i campi di allenamento ed una palestra. Nel 1995 nella stessa area fu costruito lo stadio Hailé Pinheiro, di proprietà del club brasiliano. La partita inaugurale fu giocata contro il Kashima Antlers, e vide i giapponesi prevalere per 2-0.
Nel 2003 il complesso fu rimodernizzato sotto la direzione di Raimundo Queiroz.
Nel 2013, sotto l'operato di Joáo Bosco Luz, lo stadio fu sottoposto a delle riforme al fine di ospitare la Nazionale brasiliana prima dell'inizio della Confederations Cup. Nel dettaglio venno disposto un nuovo manto erboso, vennero costruiti spogliatoi più attrezzati e fu migliorata l'area stampa.
Nel luglio 2018 sono iniziati dei lavori per l'ampliamento delle tribune.